# Alosa de pit rosat
L'alosa de pit rosat (Calendulauda poecilosterna) és una espècie d'ocell de la família dels alàudids (Alaudidae).

## Hàbitat i distribució
Habita zones arbustives, àrees rocoses i sabana amb acàcies a l'est de Sudan del Sud, sud d'Etiòpia, Somàlia, nord-est d'Uganda, Kenya i nord-est de Tanzània.